# Nynäsgårds station
Nynäsgård är en station på Stockholms pendeltågsnät i Nynäshamn. Den är belägen på Nynäsbanan 60,6 km från Stockholms centralstation och 3,3 km från Nynäshamns station. Stationen har två spår med sidoplattformar och saknar spärrlinje. En normal vintervardag har stationen cirka 1 000 påstigande (2015).

## Historia
Stationen öppnades vid banans invigning 1901 och hette ursprungligen Kullsta, men fick sitt nuvarande namn 1916.
Namnet hämtades från Nynäs gård där professor Hjalmar Sjögren bodde, en av grundarna till både Nynäshamn och Nynäsbanan. Först hade man tänkt att stationen skulle heta "Gropen" vilket inte godkändes, ej heller "Nynäsgård" ansågs acceptabelt, utan "Kullsta" fick den heta. Namnet ändrades ändå 1916 till Nynäsgård. Gropen syftade troligen på det schakt som grävts genom sandåsen inför järnvägens dragning.
En stationsbyggnad ditflyttades från Trångsund 1932, samtidigt tillbyggdes en öppen vänthall under tak på ena gavelsidan. Stationshuset revs i 1970-talets början.
Stationens enkelsidiga plattform rustades upp och förlängdes 2008 och 21 november 2011 blev stationen ombyggd och fick mötesspår.

## Järnvägsmuseum
Där en verkstadsanläggning för Nynäsbanans fordon låg fram till 1962, inryms numera Nynäshamns Järnvägsmuseum med gamla ångtåg, vagnar och lokstallar. Anläggningen blev klassad som byggnadsminne 1999. Årligen trafikeras Nynäsbanan med föreningens veterantåg från Nynäsgårds lokstall.

## Galleri

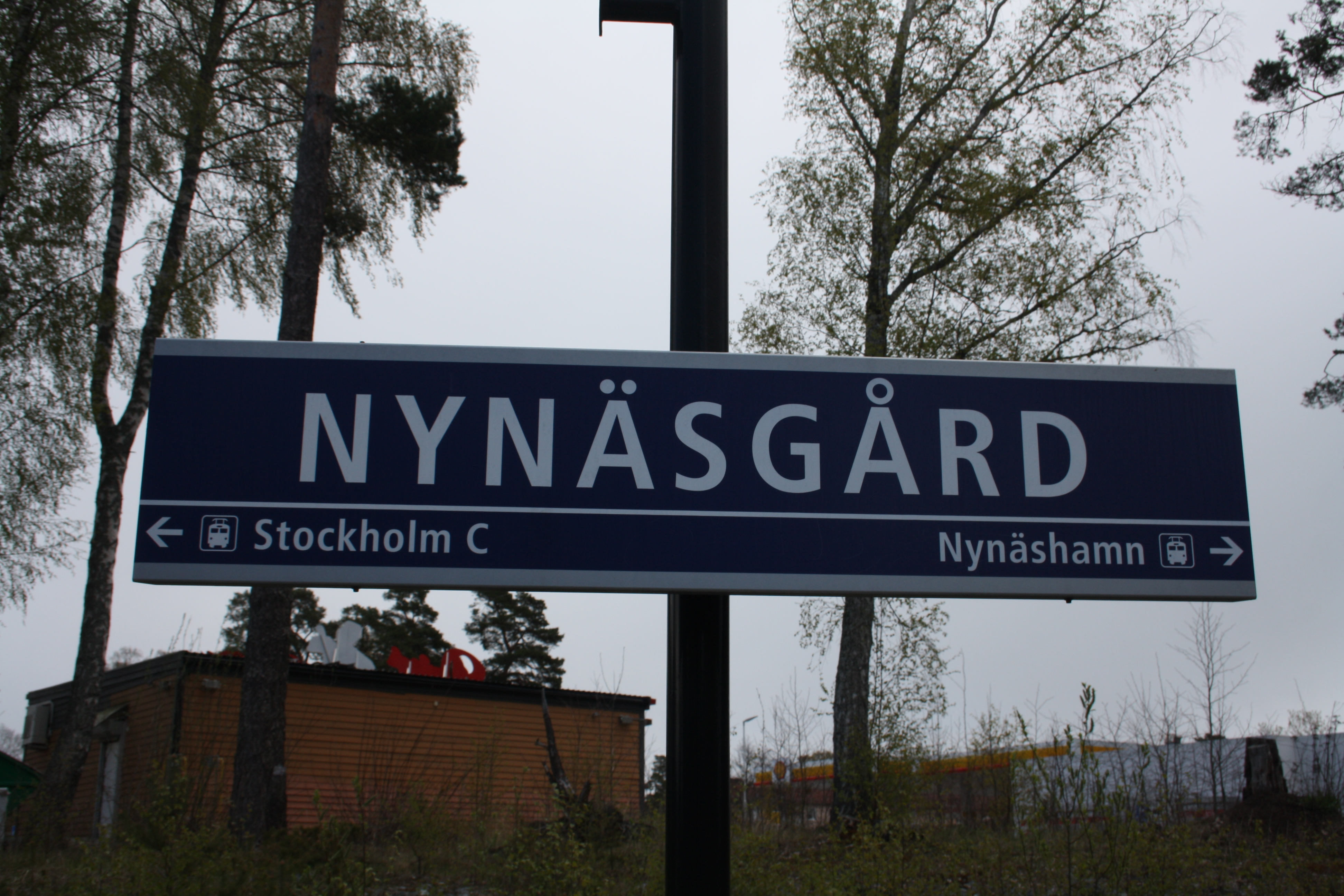
Stationsskylt
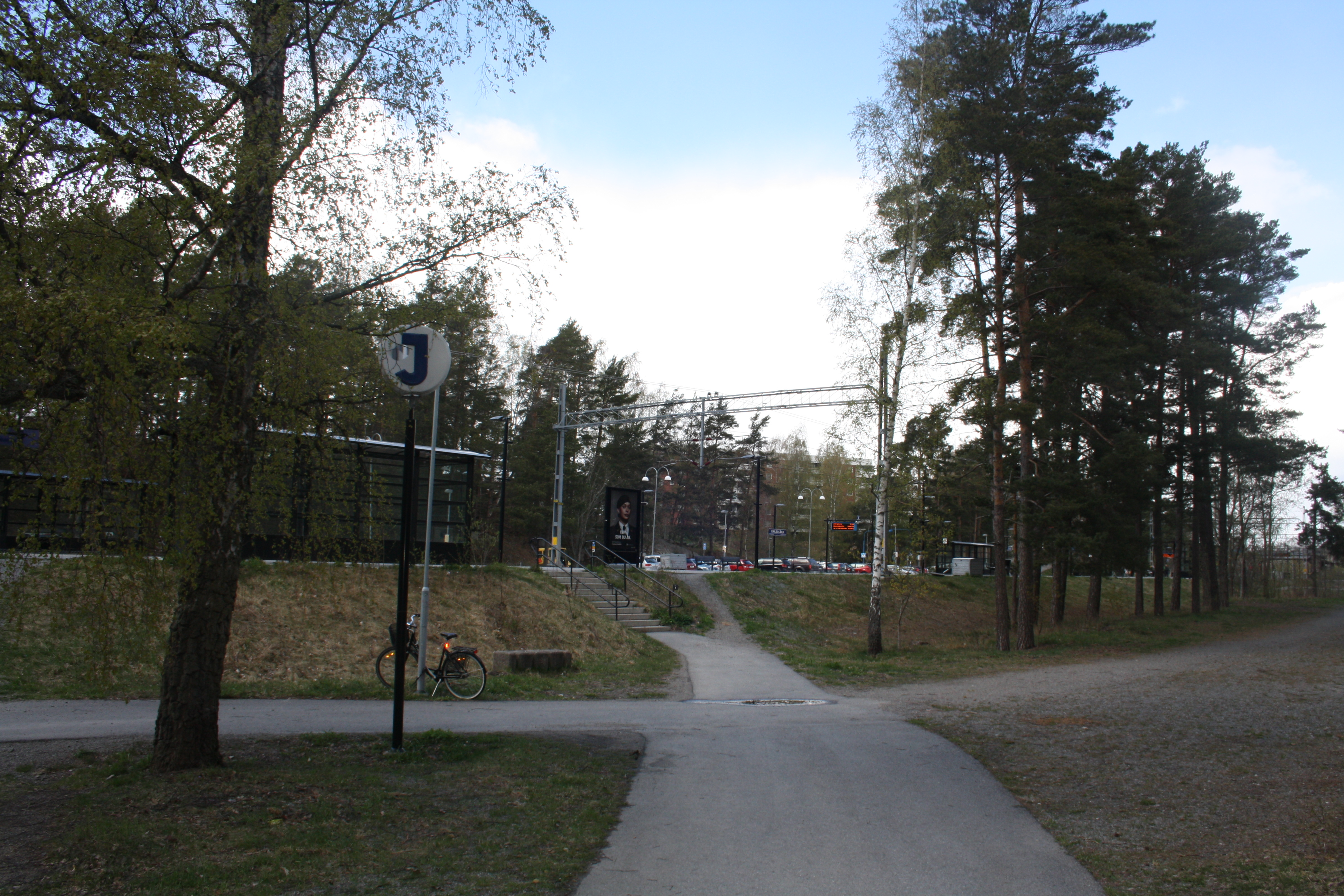
Stationen
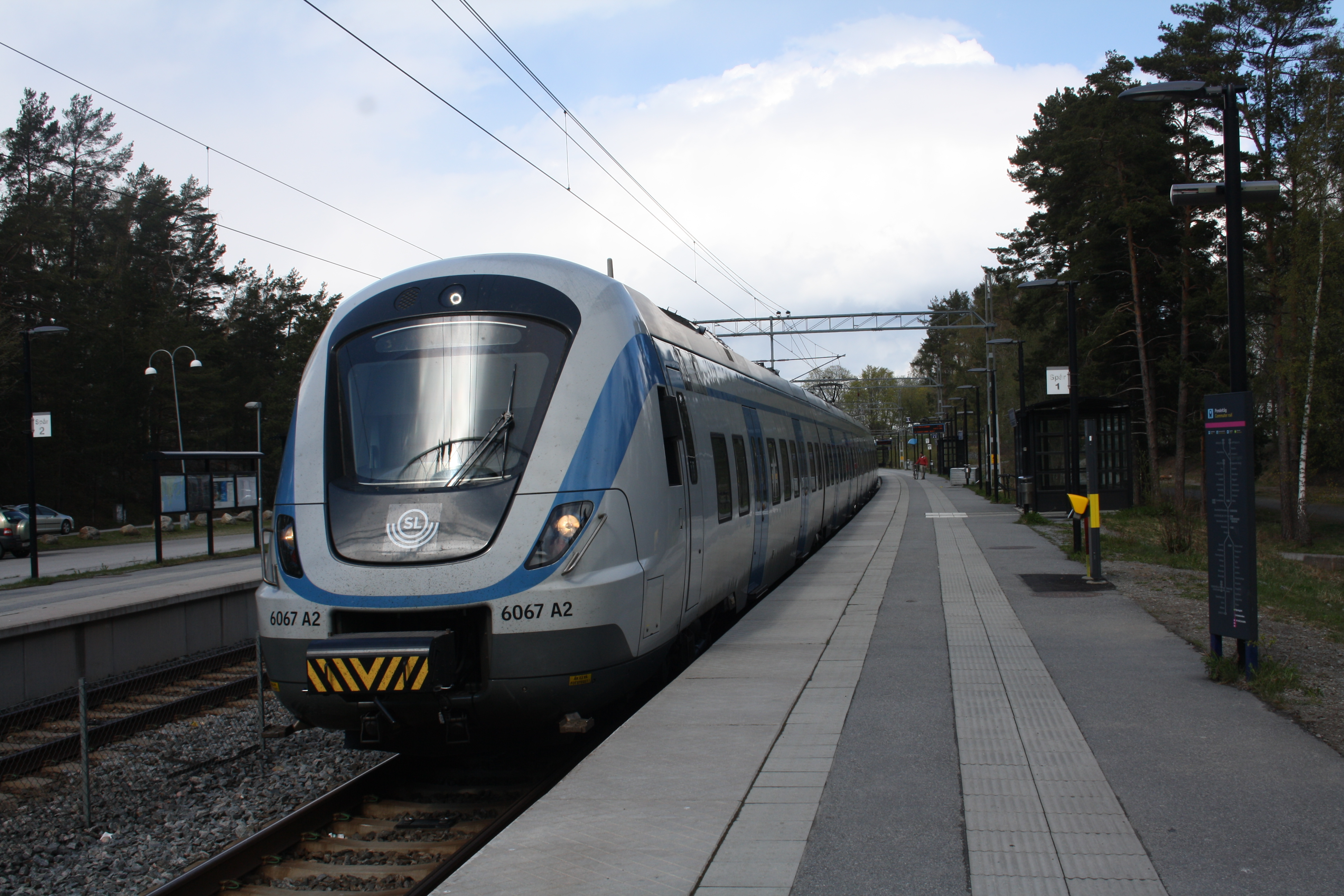
Perrongen
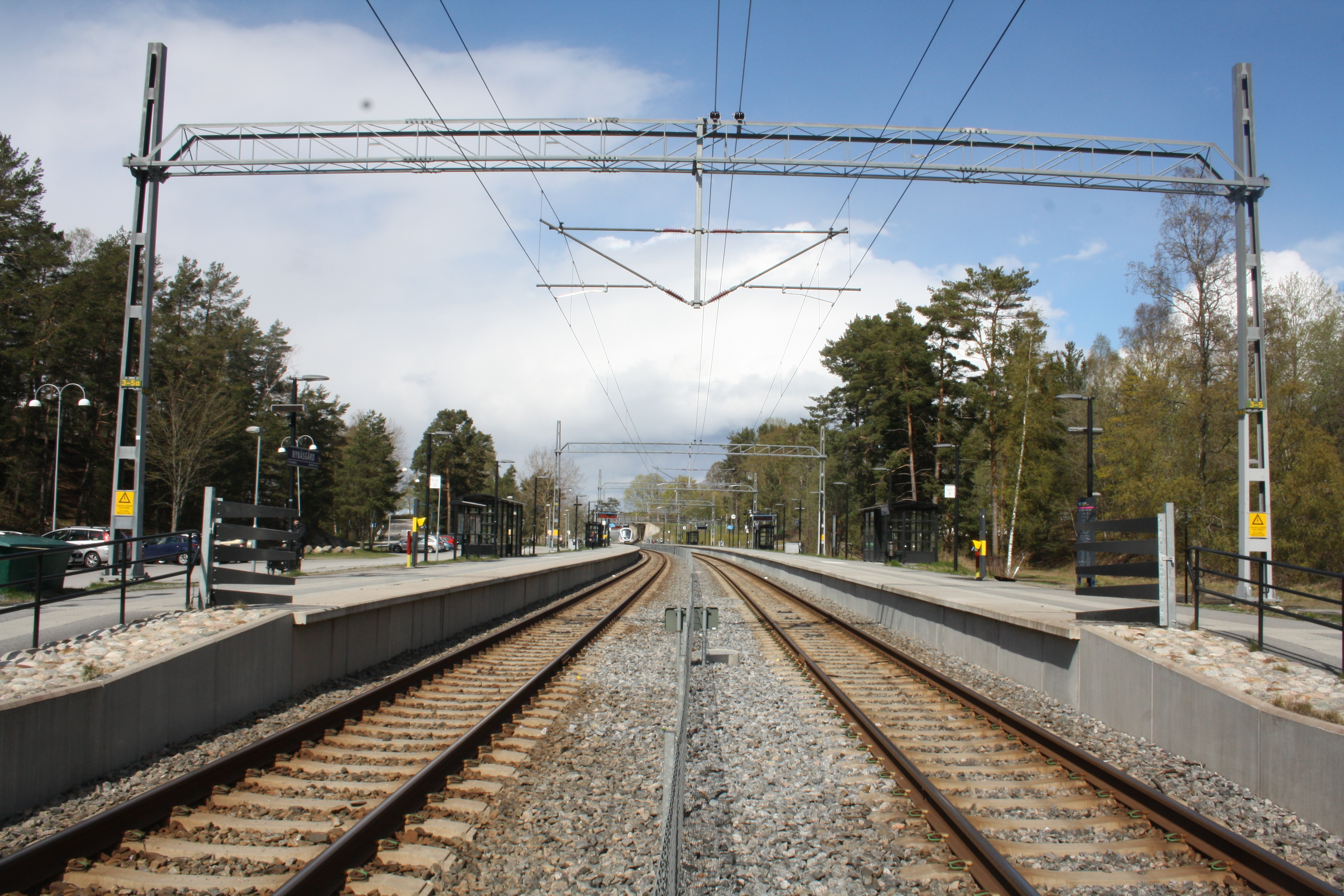
Perrongen
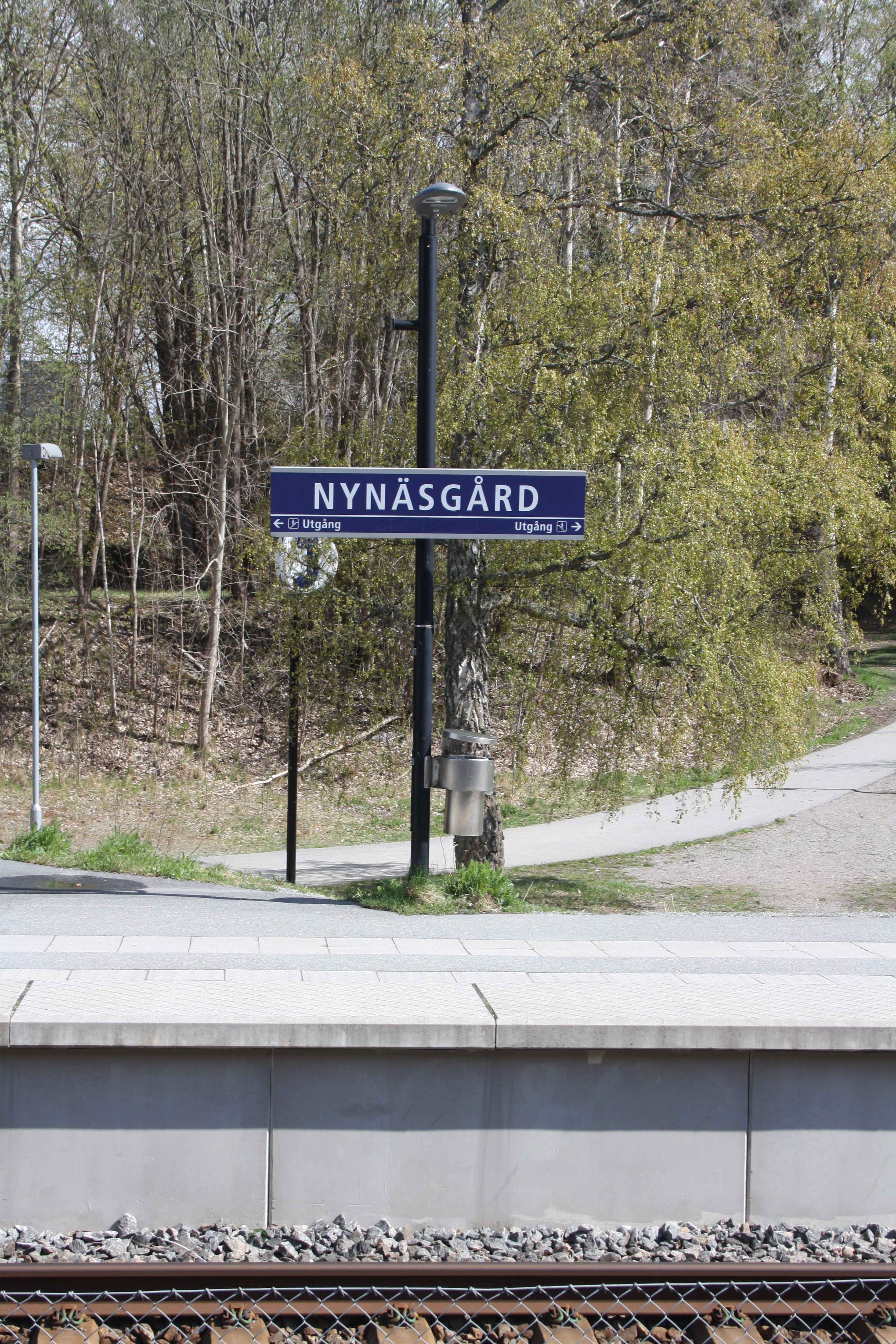
Perrongen och stationsskylt
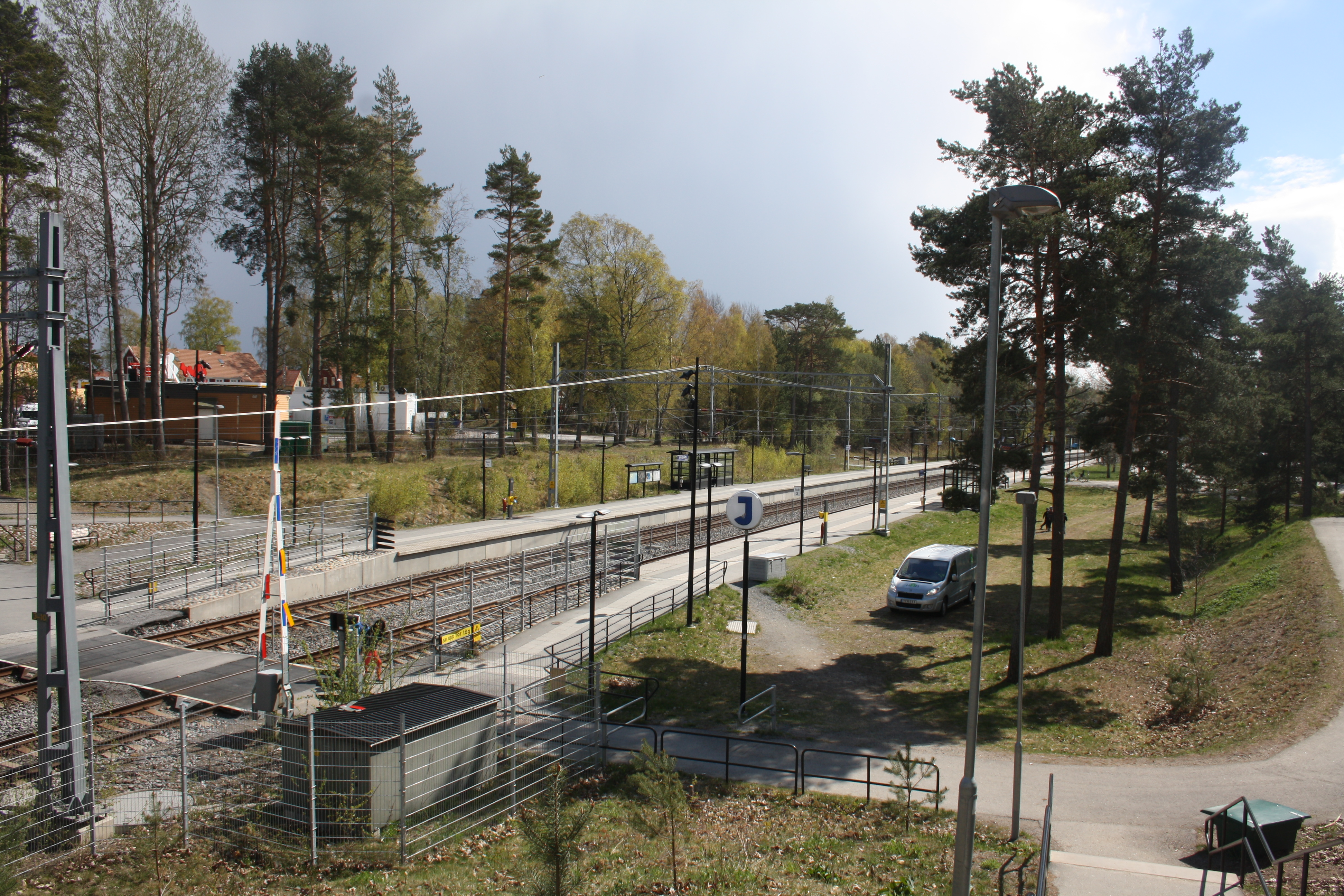
Stationsområdet